# Сарбупеев, Куаныш
Куаны́ш Сарбупе́ев (1931, село Тасарык, Сырдарьинский район, Кзыл-Ординская область, Казакская АССР) — машинист автогрейдера дорожно-строительного управления № 30 Министерства строительства и эксплуатации автомобильных дорог Казахской ССР, Кзыл-Ординская область, Казахская ССР. Герой Социалистического Труда (1971).

## Биография
Родился в 1931 году в крестьянской семье в селе Тасарык Сырдарьинской области. С 1959 года трудился шофёром, машинистом автогрейдера в Дорожно-строительном управлении № 30 Строительно-монтажного треста № 7 в Кзыл-Ординской области. За выдающиеся трудовые достижения по итогам работы в годы СемилеткаСемилетки (1959—1965) награждён Орденом Ленина. С 1967 года член КПСС.
Ежегодно показывал высокие трудовые результаты. Досрочно выполнил личные социалистические обязательства и плановые задания Восьмая пятилеткаВосьмой пятилетки (1966—1970). Задания завершающего года этой пятилетки выполнил на 197 %. Указом Президиума Верховного Совета СССР от 4 мая 1971 года удостоен звания Героя Социалистического Труда за «выдающиеся успехи, достигнутые в выполнении пятилетнего плана по строительству, ремонту и содержанию автомобильных дорог» с вручением ордена Ленина и золотой медали «Серп и Молот» (№ 15532).
Участвовал в работе Всесоюзной выставке ВДНХ.
В последующие годы продолжал показывать выдающиеся результаты в своей трудовой деятельности. Плановые задания Девятой пятилетки (1971—1975) выполнил за три года и Десятой пятилетки (1976—1980) за три года и девять месяцев.
После выхода на пенсию проживал в Кызылординской области.
Награды
- Герой Социалистического Труда
- Орден Ленина — дважды (05.10.1966; 1971)
- Золотая медаль ВДНХ
- Заслуженный строитель Казахской ССР (1979).